# Крижанівський Андрій Львович
Андрій Львович Крижанівський (англ. Andriy Kryzhanivskyy, пол. Andrij Kryżaniwskyj; нар. 28 жовтня 1947, Пиратин) — український інженер-енергетик, нумізмат, дослідник Львівського монетного двору у XIV—XV століттях, дослідник історії електрифікації Львівщини, автор 6 книг.

## Життєпис
Андрій Крижанівський народився 28.10.1947 року у селі Пиратин, Радехівського р-ну на Львівщині. Дитинство минало у селі Лучківці, на Бродівщині, де від 1954 року навчався у  восьмирічній школі[джерело не вказане 1421 день]. Зацікавлення історією розбудив у дитинстві батько, який, хоч і не був істориком, знав її на фаховому рівні[джерело не вказане 1421 день]. У 1962 році вступив у 9 клас СШ № 37 м. Львова, яку закінчив із золотою медаллю[джерело не вказане 1421 день].
У 1965—1970 роках навчався на електромеханічному факультеті Львівської Політехніки. Після закінчення призвали до війська[джерело не вказане 1421 день]. Упродовж 1970—1972 рр. служив лейтенантом у Далекосхідному військовому окрузі[джерело не вказане 1421 день]. В галузь електроенергетики прийшов після демобілізації.
У 1972—1973 роках працював у проектному інституті «Львівтеплоелектропроект», а у 1973—1979 роках — у службі експлуатації тепломеханічного обладнання Львівської енергосистеми (РЕУ, згодом ВЕО «Львівенерго»).
З 1979 року очолив виробничо-технічний відділ, а з 1995—2000 р. — на посаді заступника директора Львівських міських електромереж. Очолював напрямок роботи, пов'язаний з перспективою розвитку електромереж Львова та підключенням нових споживачів[джерело не вказане 1421 день]. Брав безпосередню участь у модернізації та перебудові діючих електричних підстанцій та кабельних ліній електропередачі міста, одних із найстарших не лише в Україні, а й у Європі (електромережа центральної частини міста збудована ще у 1908—1910 роках)[джерело не вказане 1421 день].
У 2000—2014 роках — начальник виробничо-технічного відділу ВАТ «Львівобленерго». Займався реорганізацією мереж не лише Львова, а й області. Координував підготовку Технічних умов приєднання до електромереж нових споживачів  Львівської області[джерело не вказане 1421 день]. За його участю розроблено багаторічні програми модернізації електромереж Львівщини, розділ електропостачання до «Генплану м. Львова на період до 2025 р.», а також цільову «Програму підготовки електромереж м. Львова до проведення фінальної частини чемпіонату Європи з футболу Євро-2012».[джерело не вказане 1421 день].
У 2014—2020 роках — фахівець Музею історії електрифікації Львівщини.

## Дослідницька діяльність
Захоплюється вивченням історії та культури рідного краю.
У 1994 році до 100-річчя електрифікації Львова Андрій Крижанівський на основі зібраних експонатів та архівних документів обладнав Музей історії електрифікації Львова у Львівських міських електромережах, а у 2004 році відкрив у Львівському історичному музеї виставку старовинних фотографій енергетичних об'єктів міста з власної колекції, за якими згодом було видано набір поштівок.
Андрій Крижанівський — автор книжки «Історія електрифікації Львівщини» (2006., перевидано з розширенням і доповненням у 2015 р.)
Є одним із співавторів енциклопедії «Енергетика: історія, сучасність, майбутнє» (підготував Розділ «Становлення енергетики Західної України»), та «Енциклопедії Львова» (видавництво «Літопис») — автор 10 статей.
Автор низки статей на Симпозіумах Історії Електрики, які проводять під егідою Спілки Польських Електриків . У 2018 році А. Крижанівського прийняли у члени Спілки Польських Електриків, а у 2020 році у Вроцлаві вийшла друком його книжка «Elektryczny Lwów. Historia 1894—2019».  
Андрій Крижанівський займався створенням Музею історії та розвитку енергетики Львівщини у приміщеннях підприємства ПАТ «Львівобленерго»,  опрацьовує в архівах та бібліотеках Львова довідкові матеріали, передав для музею зібрану упродовж 20 років колекцію старих фотографій, поштових карток, квитанцій, схем та інших документів з минулого львівської енергетики.

### Нумізматика
Андрій Крижанівський — дослідник історії львівського монетного двору у XIV—XV століттях. Неодноразовий учасник міжнародних нумізматичних конференцій[джерело не вказане 1421 день].
У 2007 році написав книжку «Львівський монетний двір у XIV—XV ст.», в якій вперше дослідив та систематизував продукцію монетної емісії у Львові упродовж 1353—1408 років.
Брав участь у складі колективу авторів під керівництвом Романа Шуста у виданні книжки «Гроші України» (2011 р.), виданої у до 20-ліття Національного Банку України. Зокрема, підготував розділ «Розвиток монетного карбування, грошового господарства на землях України в епоху пізнього Середньовіччя та ранньомодерного часу (початок XIV — середина XVII ст.)» .
У 2019 році вийшла книжка Андрія Крижанівського «Монети Галицької Руси XIV—XV ст.» — продовження досліджень діяльності львівського монетного двору.
Член редколегії, відповідальний секретар журналу «Львівські нумізматичні записки».
Андрій Крижанівський — почесний член Білоруського Нумізматичного Товариства.
Опублікував понад 50 наукових статей в історичних та нумізматичних збірниках Наукового Товариства ім. Шевченка, Інституту історії України НАН України, Польського нумізматичного Товариства, часописах України, Польщі, Молдови, Росії, Литви, Білорусі та Словаччини[джерело не вказане 1421 день].

### Творчість Осипа Куриласа
Понад 10 років Андрій Крижанівський збирав інформацію про життя та творчість свого земляка Осипа Куриласа (1870—1951 рр.) — видатного художника, січового стрільця, педагога, родом із міста Щирець. Більшість спадщини цього митця було знищено в часи тоталітаризму. У 2008 році Андрій Крижанівський написав і видав альбом-монографію про художника «Осип Курилас». Основу книжки склали нотатки, переписка та спогади митця, які знайшов або придбав Андрій Крижанівський, а також його твори художника із фондів музеїв різних країн і приватних збірок. Зібрані документи про Осипа Куриласа дослідник подарував Національному музею у Львові ім. Андрея Шептицького.
Опрацював документальні свідчення історії міста Щирця (стаття «Старовинний Щирець у листівці, філателії, грошових знаках, на старих картах, фотографіях і печатках», опублікована у 2008 р. в журналі «Львівські нумізматичні записки»).

## Нагороди
- 2000 р. — нагороджено знаком «Почесний енергетик України».
- 2007 р. — орден «За заслуги» ІІІ ступеня за успішну працю на енергетичних установах[8]
- 2002 р. — Золота відзнака Польського Нумізматичного Товариство (PTN)[9][відсутнє в джерелі] за заслуги у розвитку нумізматичної науки.
- 2004 р. — медаль ім. Юліуша Менкіцкі за заслуги в популяризації нумізматики Сілезії.
- 2006 р. — Золота медаль PTN ім. Ришарда Кєрсновскі.
- 2013 р. — срібна медаль Гданського Товариства професійних нумізматів.
- 2019 р. — медаль Спілки Польських Електриків (SEP) ім. Януша Грошковського.
- 2020 р. — медаль SEP ім. Збігнєва Бялкевіча .

### Монографії
- «Історія електрифікації Львівщини» (2006, 2015 — доповнене і розширене видання)
- «Львівський монетний двір у XIV—XV ст.» (2007)
- «Осип Курилас» (2008)
- «Монети Галицької Руси XIV—XV ст.» (2020)[6]
- «Elektryczny Lwów. Historia 1894—2019» (2020)[6]
- Співавтор енциклопедії «Енергетика: минуле, сьогодення, майбутнє» (2005), монографії «Гроші України» (2011).

## Сім'я
Дружина — Ольга-Галина Гавриш, заслужена артистка України. Донька — Марічка Крижанівська, журналістка